# モーリス・グラスマン (グラスマン男爵)

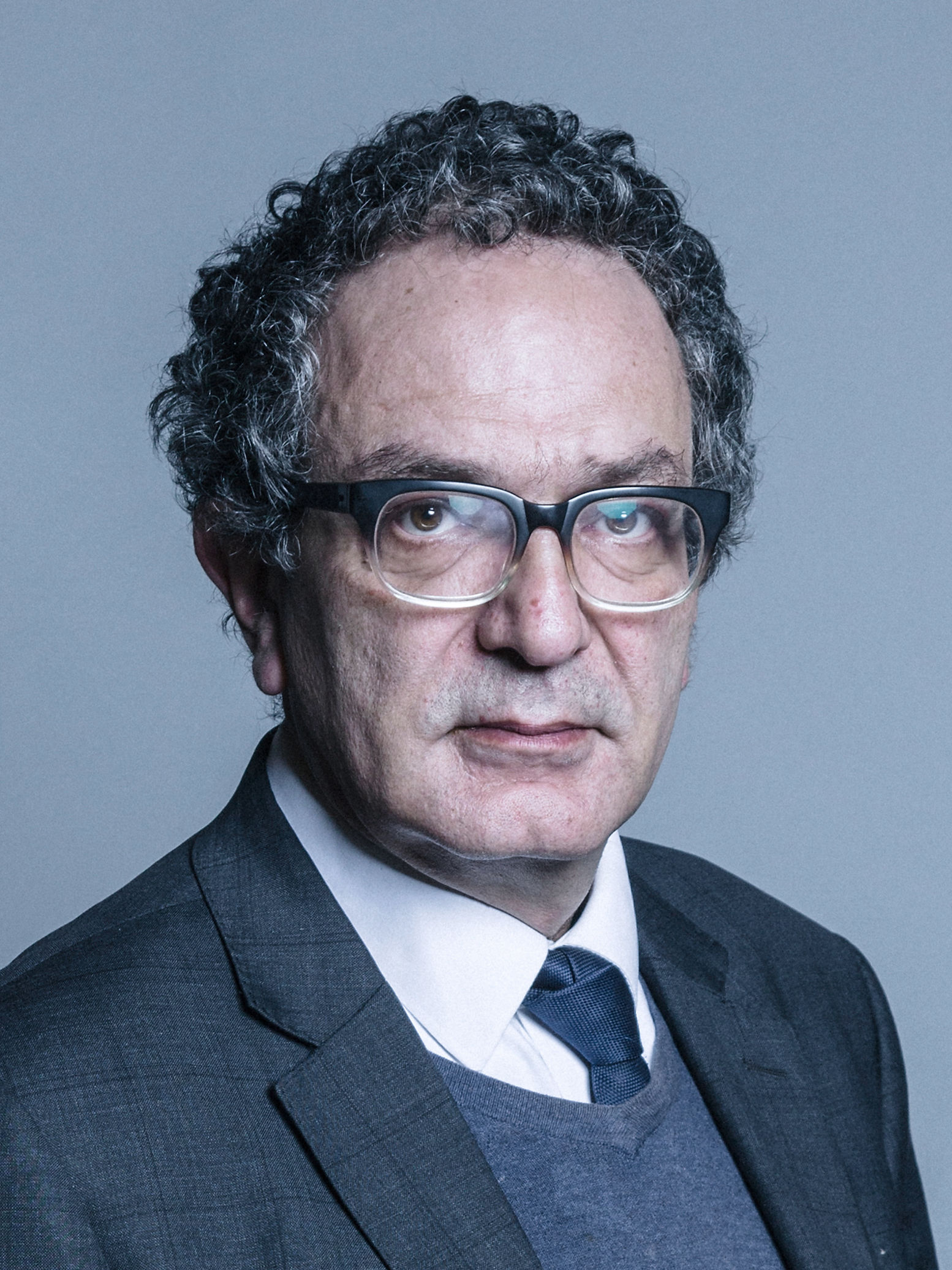
モーリス・グラスマン卿

グラスマン男爵モーリス・グラスマン（Maurice Glasman, Baron Glasman、1961年3月8日 - ）は、イギリスの政治理論家、評論家。労働党所属の一代貴族。ロンドン・メトロポリタン大学上級講師。欧州大学院PhD。
労働党の反愛国主義・官僚主義・共同体軽視を批判し、ブルー・レイバーを創設した。

## 経歴
ロンドン・ウォルサムストウのユダヤ人家庭に生まれ、パーマーズ・グリーンで育つ。父コールマン・グラスマンは労働シオニスト。
ユダヤ自由学校卒業。ケンブリッジ大学セント・キャサリンズ・カレッジBA。ヨーク大学政治哲学MA。論文"Unnecessary Suffering"により欧州大学院PhD。博士論文の内容はアリストテレスからカール・ポランニーまでの政治思想家の影響を受けたものであった。
ジョンズ・ホプキンス大学SAISボローニャ・キャンパス教授に就任するが、父の死に際して1995年にイギリスに帰国する。同年よりロンドン・メトロポリタン大学上級講師。
2011年、一代貴族。